# Бернштейн, Владимир
Владимир Бернштейн (13 июля 1900, Санкт-Петербург — 23 января 1936, Милан) — итальянский математик российского происхождения.

## Биография
Владимир бежал из России в Финляндию в 1919 году, а затем переехал в Англию. Он окончил курс математических наук в университете Сорбонны в Париже. Преподавал в Женевском университете. В 1931 году он переехал в Италию и преподавал анализ в Миланском университете. Он скончался от последствий ран, полученных им при бегстве из России (пневмония, обусловленная ранением пулей лёгкого при переходе российско-финляндской границы).
Он работал над теориями целочисленных функций и рядов Дирихле. В 1935 году он получил медаль XL по математике Национальной академии наук.